# IJsboerke (wielerploeg)
IJsboerke was een Belgische wielerploeg die werd opgericht in 1973 en opgeheven in 1980, gesponsord door het gelijknamige roomijsmerk. De ploeg ging in 1981 verder als de Capri Sonne-wielerploeg. In 1972 was het merk ook al cosponsor bij Goldor.

## Renners
Onder anderen de Belgen Walter Godefroot, Jos Jacobs, Ludo Peeters, Rudy Pevenage, Willy Planckaert, Roger Swerts, de Duitser Dietrich Thurau en de Nederlanders Fedor den Hertog, Bert Pronk, Theo de Rooy en Peter Winnen kwamen voor de ploeg uit.